# Rhabdops olivaceus
Espèce
Synonymes
- Ablabes olivaceus Beddome, 1863

Statut de conservation UICN

 LC  : Préoccupation mineure
Rhabdops olivaceus est une espèce de serpents de la famille des Colubridae.

## Répartition
Cette espèce est endémique des Ghâts occidentaux dans le Kerala en Inde.

## Publication originale
- Beddome, 1863 : Further notes upon the snakes of the Madras Presidency; with some descriptions of new species. The Madras Quarterly Journal of Medical Science, vol. 6, p. 41-48